# Markus-Pflüger-Heim
Das Markus-Pflüger-Heim ist eine Pflegeeinrichtung in Wiechs, Landkreis Lörrach, Baden.

## Geschichte
Sie wurde 1877 als Kreispflegeanstalt für den Kreis Lörrach gegründet. In ihm wurden Menschen mit seelischer oder geistiger Behinderung oder Suchterkrankung untergebracht. 1910 zählte man 270 Bewohner. Im Dritten Reich wurden 89 der Patienten in der Tötungsanstalt Grafeneck ermordet. Teile des Hauses wurden anschließend als Lazarett genutzt. Das Heim ist heute nach dem liberalen Politiker und Abgeordneten Markus Pflüger benannt, auf dessen Initiative die Einrichtung zurückgeht. Es befindet sich in der Trägerschaft des Eigenbetriebs Heime. Seit März 2016 leben zusätzlich 32 Personen in zwei Wohngruppen in einer Außenstelle in Rheinfelden. 2014 erweiterte das Markus-Pfüger-Heim sein Angebot auf die Standorte Markgräferland, Wiesental und Hochrhein. Es wird geplant, dass 2021 die vollstationäre Komplexeinrichtung in Wiechs aufgelöst wird.